# ارمنت
ارمنت شهری در مصر و مرکز شهرستان ارمنت در استان اقصر است. این شهر در کرانه غربی رود نیل واقع شده و به پایتخت مصر فراعنه، تبس (اقصر امروزی) نزدیک است.
زادگاه عبدالباسط قاری قرآن.

## نگارخانه

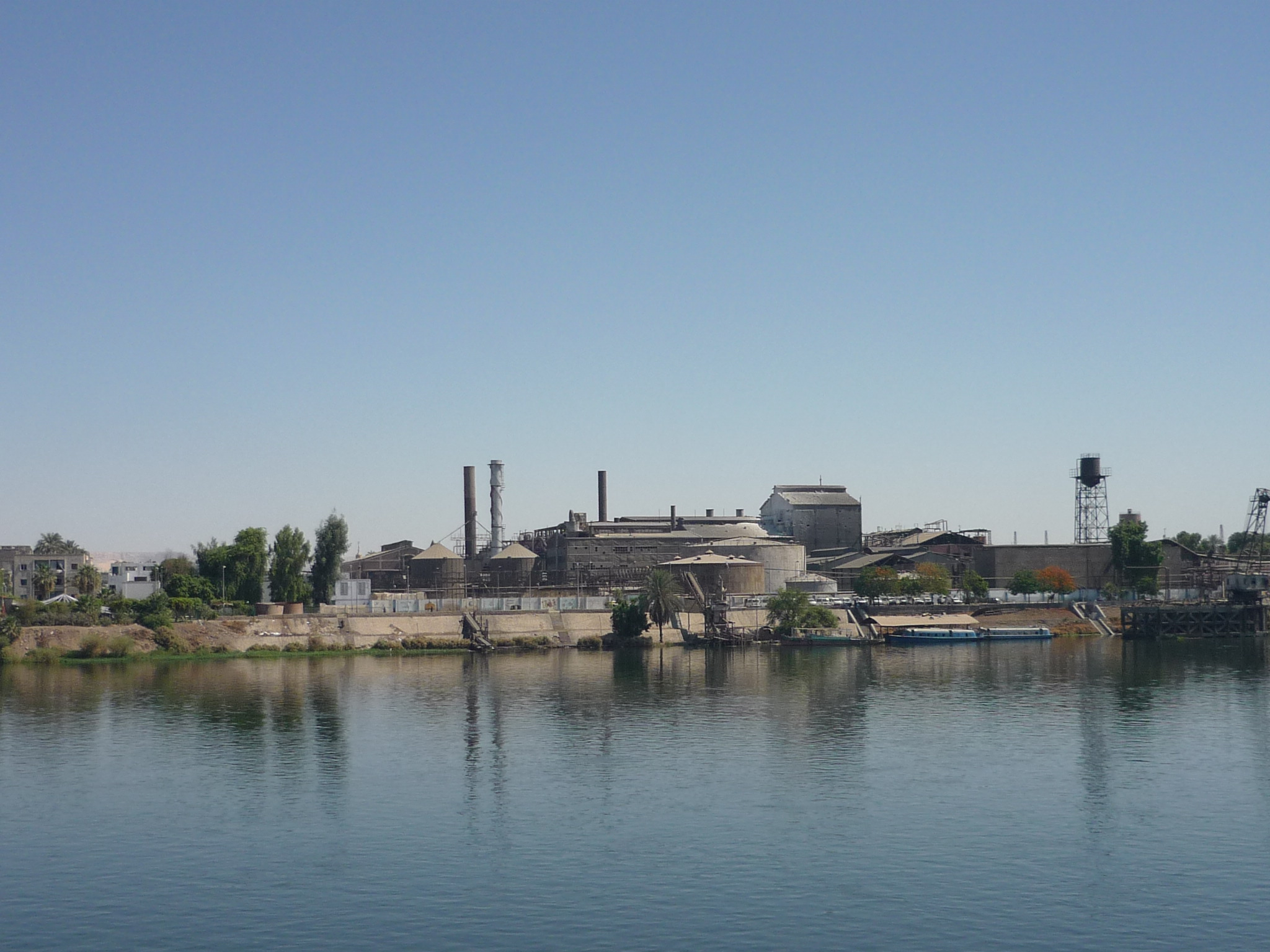
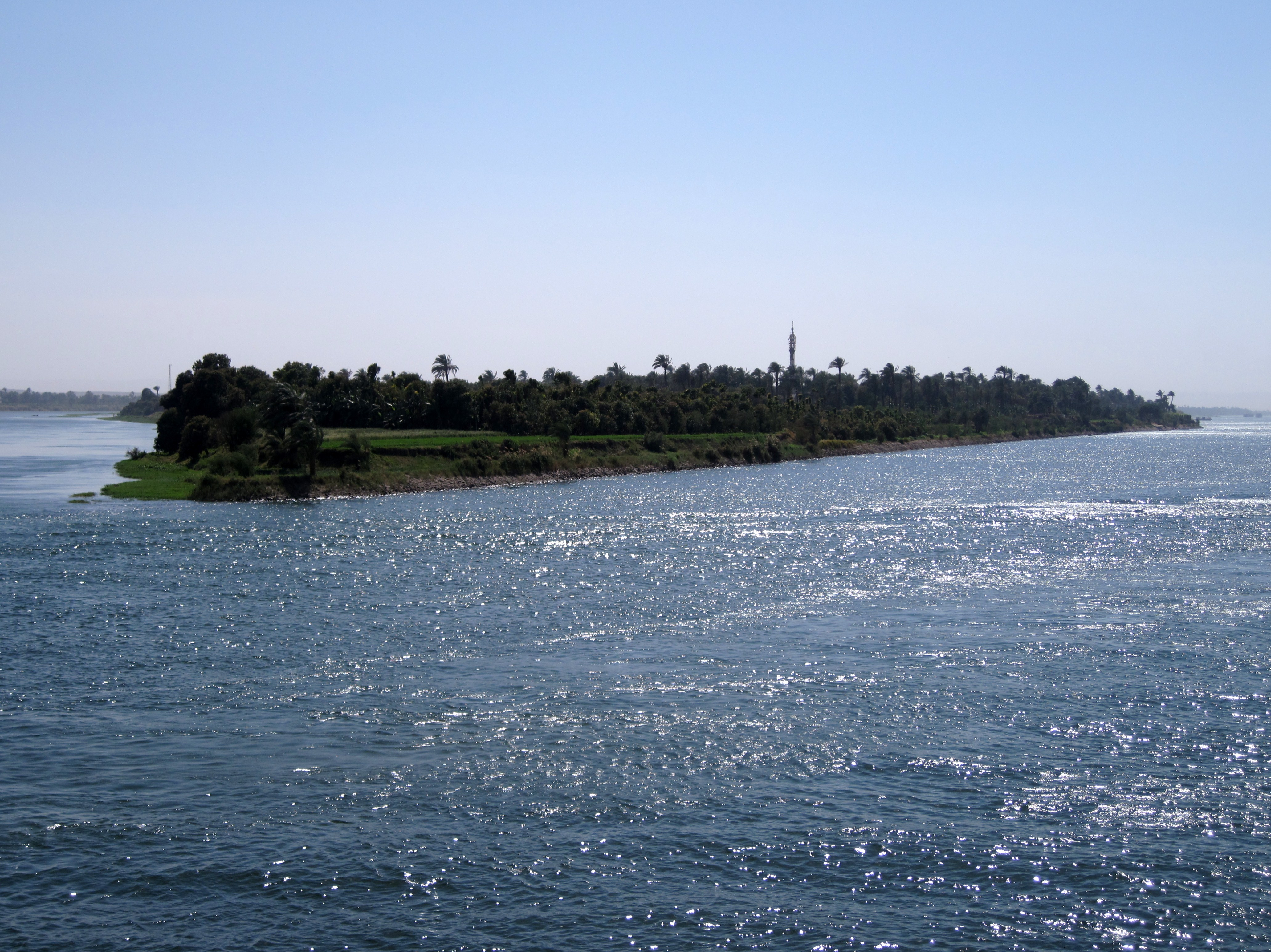
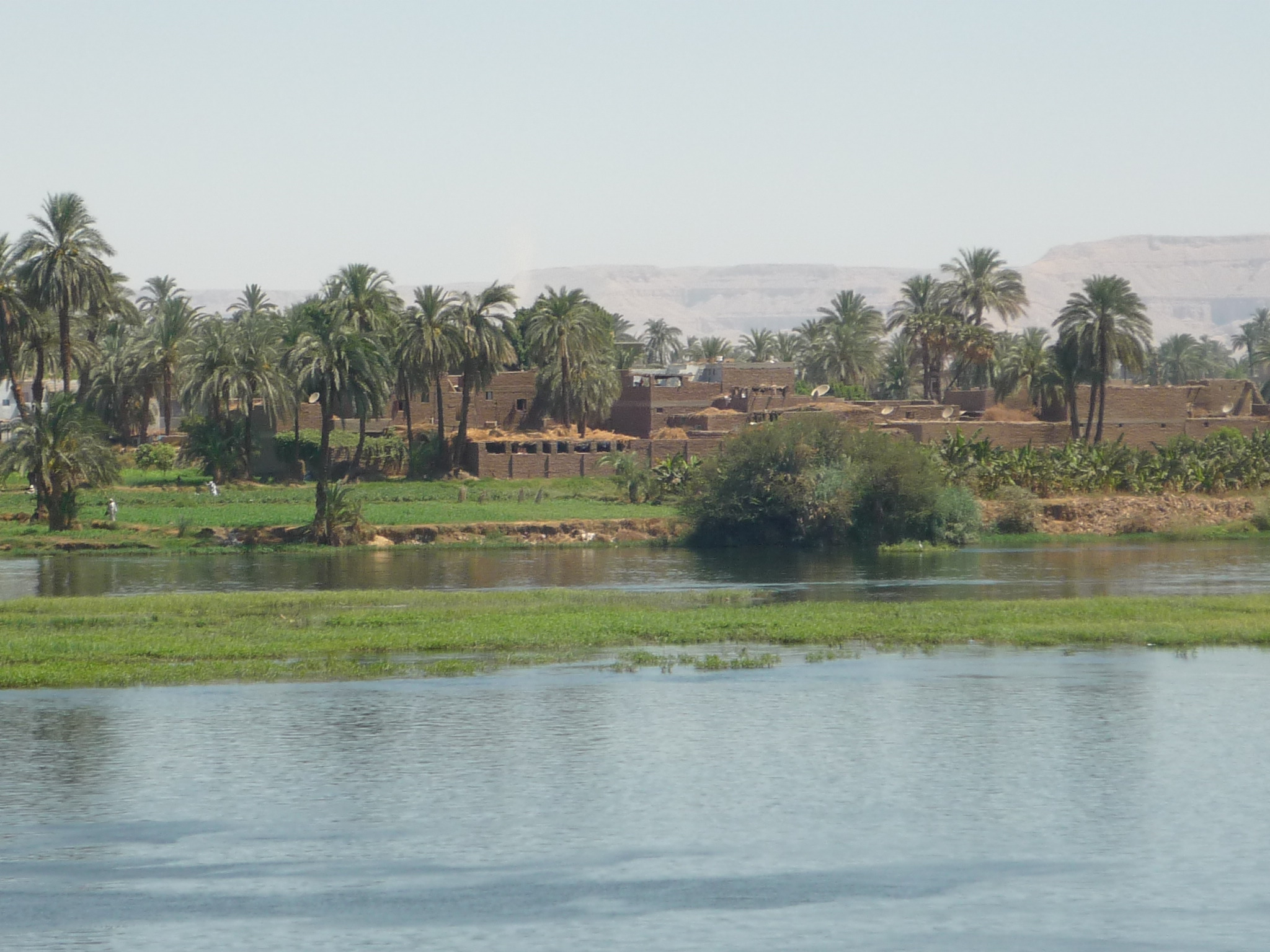
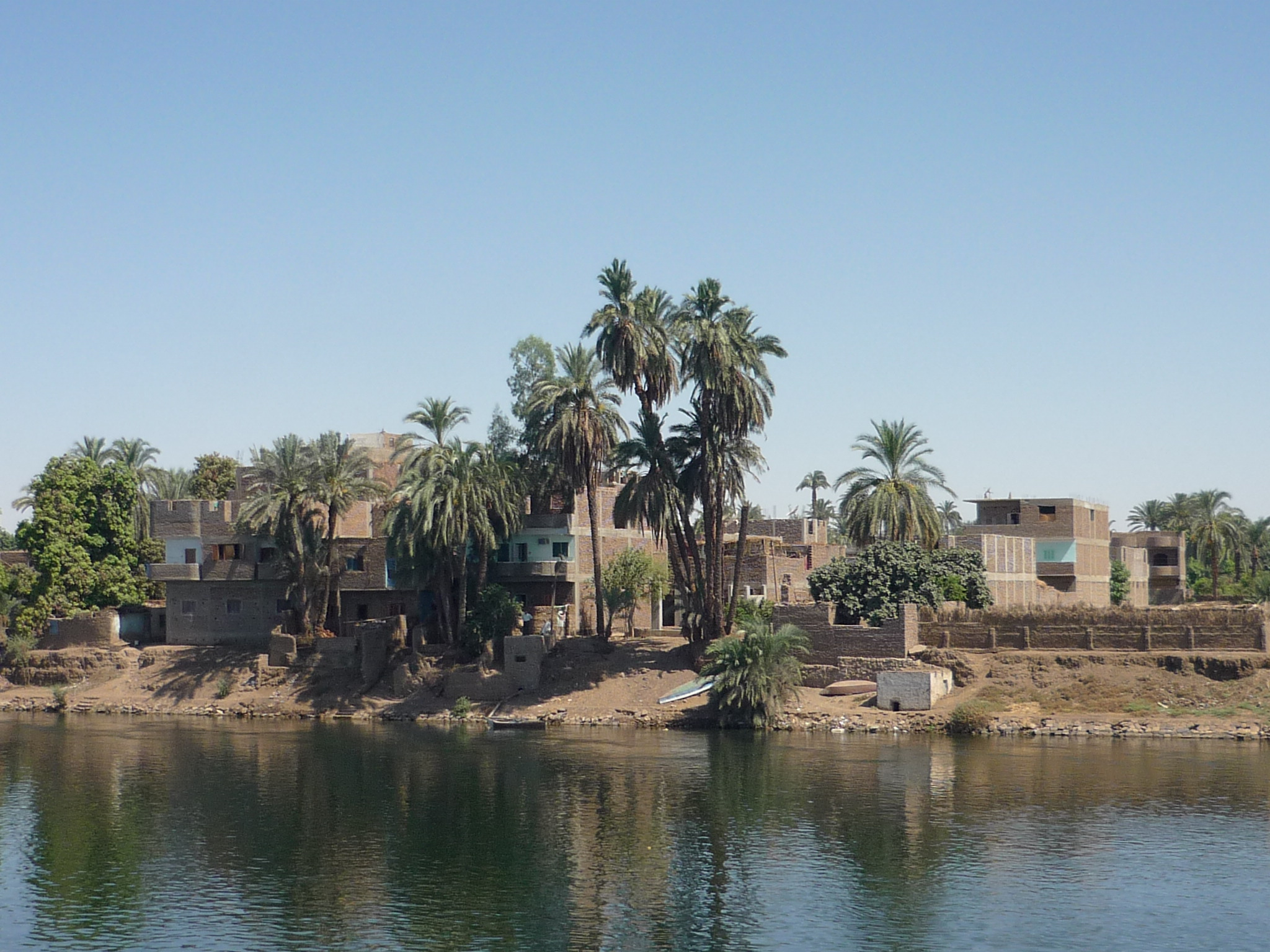